# Vinya Vella de Mussarra
La Vinya Vella de Mussarra és un extens paratge a cavall dels termes municipals de Talamanca, al Bages, i de Monistrol de Calders, al Moianès.
Està situada a l'extrem sud-oest del terme, a ponent de la masia de Mussarra, a llevant del Serrat del Vintró i a la dreta de la riera de Talamanca. Es tracta d'un extens territori que fou una gran vinya de la masia de Mussarra, cedida a parcers de Monistrol de Calders i de Talamanca. Fa molts anys que les vinyes estan abandonades. El juliol del 2003 aquest paratge patí un incendi devastador iniciat al Molí del Menut.